# Адам (Грчка)
Адам (грч. Αδάμ) је насељено место у општини Лагадина у периферији Средишња Македонија, Грчка. Према попису из 2021. године било је 387 становника.
Према бугарском географу и историчару, Василу Канчову, у Адаму је 1900. године живело 900 Грка.